# カットビ国際空港
カットビ国際空港 （カットビこくさいくうこう、ベトナム語: Cảng hàng không quốc tế Cát Bi/ 港航空國際葛陂）は、ベトナム社会主義共和国北部のハイフォンにある国際空港である。カットビの歴史的漢字表記は「葛陂」であるが、現代中国語では「吉碑」と表記される。

## 拡張
ベトナム政府は2015年までに3,050メートルの新滑走路、新ターミナル、駐機場を整備する拡張計画を明らかにした。既存の滑走路も改修される。拡張完成後は、年間400 - 500万人の乗客に対応できる。この計画の一部は2016年5月に完成し、国際空港となった。年間200万人の乗客を受け入れられる。

## 就航航空会社と就航都市
| 航空会社               | 就航地 |
| ---------------------- | --- |
| ベトナム航空           | ホーチミン、ダナン                                                                                         |
| ベトジェットエア       | 国内線︰ホーチミン、ダナン、フーコック島、カントー、ダラット、ニャチャン、バンメトート 国際線︰ソウル/仁川 |
| バンブー・エアウェイズ | ホーチミン                                                                                                 |
| 雲南祥鵬航空           | 麗江 |
| 瑞麗航空               | 昆明(2025年9月19日より運航再開予定)                                                                        |
| タイ・エアアジア       | バンコク/ドンムアン                                                                                        |

2025年8月現在